# Развој европског рекорда у троскоку за жене на отвореном
Први европски рекорд у троскоку за жене ратификован од стране Европске атлетске асоцијације (ЕАА) је 14,52 метара који је постигла Галина Чистјакова из СССР-а 1989. године.
Закључно са 2014. ЕАА је ратификовала 5 европских рекорда на отвореноза за жене.
       Рекорди ратификовани од ЕАА
| Резултат | Атлетичарка       | Земља            | Место                       | Датум            | Трајање              |
| -------- | ----------------- | ---------------- | --------------------------- | ---------------- | -------------------- |
| 10,50    | Adrienne Kaenel   | Швајцарска       | Женева, Швајцарска          | 16. јул 1923.    | 35 година и 337 дана |
| 12,22    | Мери Бингал       | Велика Британија | Стрит, Уједињено Краљевство | 18. јун 1959.    | 29 година и 330 дана |
| 13,74    | Татјана Фјодорова | Совјетски Савез  | Сочи, СССР                  | 14. мај 1989.    |                      |
| 14,52    | Галина Чистјакова | Совјетски Савез  | Стокхолм, Шведска           | 2. јул 1989.     |                      |
| 14,95    | Инеса Кравец      | Совјетски Савез  | Москва, СССР                | 10. јуни 1991.   |                      |
| 14,97    | Јоланда Чен       | Русија           | Москва, Русија              | 18. јун 1993.    |                      |
| 15,09    | Ана Бирјукова     | Русија           | Штутгарт, Немачка           | 21. август 1993. |                      |
| 15,50    | Инеса Кравец      | Украјина         | Гетеборг, Шведска           | 10. август 1995. |                      |